# 長野県立望月高等学校
もしかして
- 長野県望月高等学校

ではありませんか？